# Сексуална лутка
Сексуална, секси или секс-лутка, такође љубавна или лутка на надувавање, све су називи за сексуалну играчку у форми лутке намењену као сексуални партнер или помоћ при самозадовољавању. Она може бити комплетна (имати екстермитете и главу са свим деловима лица), а може садржати само карлични део тела. Главни делови овакве лутке су родница (са стидницом или без ње), анални отвор, уста или пенис код мушких модела, који се употребљавају у сврхе полне стимулације. У неким случајевима постоје додатне опције, као што су укључивање вибрације или покретни делови.

## Историја
Претечама савремених сексуалних лутки сматрају се „даме за путовање“, које су европски морепловци користили у седамнаестом веку. Наиме, Французи и Шпанци су у колонијално доба дуго пловили бродовима у потпуној изолацији од њима познате цивилизације. Како на бродовима није било жена, морали су наћи други начин да задовоље сексуални нагон. Од шивене тканине и старе одеће правили су импровизоване предмете које су користили у сврхе мастурбације, а назвали дам де војаж (фр. dame de voyage) или дама де вијахе (шп. dama de viaje).
Када су у питању најстарије фабрички произведене секс-лутке, првом се сматра једна из 1908. године, а коју је немачки дерматолог и један од првих сексолога Иван Блох описао у књизи Das Sexualleben unserer Zeit in seinen Beziehungen zur modernen Kultur (нем. сексуални живот нашег времена и његове везе са савременом културом) на следећи начин:
| „ | С тим у вези, можемо поменути полни чин са вештачким имитацијама људског тела, или појединих делова тог тела. Постоје прави Вокансони у овој покрајини порнографске технологије, паметни механичари који од гуме и других пластичних материјала праве читава мушка и женска тела, која као господа и даме за путовања служе у полне сврхе. Посебно је за непоменути да су полни органи представљени на начин веран природи. Чак је нађен начин за опонашање рада Бартолинијеве жлезде, помоћу „пнеуматске цеви“ испуњене уљем. Слично томе се уз течност и погодне апарате опонаша ејакулација семене течности. Оваква вештачка људска бића заправо су део понуде из палете појединих произвођача „париских гумених производа“. | ” |

Покушаји производње људске симулакре, односно у потпуности верне замене за сексуалног партнера претрпели су неколико технолошких унапређења и скокова током друге половине двадесетог века. Током седамдесетих година овог века, материјали као што су винил, латекс и силикон постали су најкоришћенији у изради сексуалних лутака. Најквалитетније су биле оне од силикона, јер овај полимер дозвољава виши ниво реализма и човеколикости, што је вечити циљ прозивођача ових играчака.
У појединим државама постоје закони који употребу секс-лутака стављају ван закона. Слична правна одредба постојала је у Уједињеном Краљевству до осамдесетих година двадесетог века. Наиме, 1982. године је кроз британску границу прошла пошиљка лутака на надувавање. Тако је дошло до ненамерне последице, која укључује обарање закона о забрани увоза „опсцених или непристојних“ садржаја. Применивши дотични закон, службеници Службе царине и акциза Њеног Величанства запленили су пошиљку. Како законска одредба није забрањивала продају, већ искључиво увоз производа као што су сексуалне лутке, предузеће Конегејт власника Дејвида Саливана поднело је тужбу Европском суду правде и у 1987. добило случај. На тај начин је оборено ограничење уведено још 1876, док је као главни разлог за то наведено да ограничавање увоза унутар Европске заједнице угрожава слободну трговину и није у складу са Римским уговорима, потписаним тридесет година раније.

## Комерцијализација
Комерцијализација, односно отварање тржишта за лутке, довела је до постојања великог броја врста ових сексуалних играчака. Најједноставнији примерци су на надувавање, дакле, пуне се ваздухом као балони. Такође су најјефтинији, са ценом око и испод педесет евра (седамдесет пет долара). Праве се од винила и само делимично представљају људско тело. Обично имају просто и грубо направљене гениталије, али купци то обично занемарују због релативно ниске цене. Није ретко њихово пуцање по шавовима након употребе. Чести су случајеви да је лутка за надудвавање шаљиви поклон, па се не употреби.
Секс-лутке средње цене, од сто па до хиљаду евра или долара, праве се од густог латекса и без варова. У другом случају, могу бити од смеше полиуретана и силикона, која служи као оклоп пенастој сржи. Већина оваквих примерака има главе као анатомске лутке (оне које стоје у излозима или их користе модни дизајнери), док их красе стилизоване перике, пластичне или стаклене очи, као и коректно изливене шаке и стопала. Највернијим примерцима су поједини делови тела, као на пример груди и задњица, испуњени водом или другом течношћу ради опонашања људског ткива у тим пределима тела.
Ради заштите од оштећења приликом транспорта, већина лутака од латекса долази испоручена са танким слојем цинк-оксида, који им прекрива кожу. Стога се у упутствима за коришћење тих примерака као један од првих корака наводи прање текућом водом, обично под тушем, мада цинков оксид у сваком случају није отрован. Права здравствена брига једино би могао бити сам латекс, јер се оцењује да је од 0,8% до 8,2% људи осетљиво на њега. Ипак, ретко чије тело произведе алергисјку реакцију.
Најскупље лутке, са ценом од хиљаду долара или евра па навише, праве се од силикона. Веома верно приказују људско тело, посебно лице, а исказују и велики број облина, што није случај са јефтинијим артиклима. У појединим случајевима се за лице користи калуп направљен по угледу на главу праве особе. За кожу се користе што сличнији материјали, као они који у филмовима служе за специјалне ефекте, док коса код сложенијих може бити и права. Ове лутке имају скелет од поливинил-хлорида (ПВЦ) или метала. Имају и покретне зглобове те стога једине омогућују упражњавање различитих изложбених и сексуалних поза. Могу се ставити у седећи положај, њихове руке и ноге су савитљиве, а механичка природна мало приметна. Вишеструко су теже од примерака на надувавање, које већином чини ваздух, а упола лакше од човека исте висине.
Јапан је једна од држава са најразвијенијом сексуалном индустријом. У овој држави, секс-лутке се називају холандским женама (транслит.). Појам потиче од предмета названог жена од бамбуса, бушне бамбусне структуре коју су холандски морепловци приликом спавања у Индонезији (у колонијално доба, од седамнаестог до двадесетог века) користили као начин расхлађивања. Заправо, обгрливши ову структуру, смањивали су додир са постељином и побољшавали проветравање, а самим тим и хлађење тела. Међутим, овај термин се у савременом јапанском језику односи искључиво за примерке на надувавање, док се од 1998. они од силикона називају љубавним луткама (транслит.).

## Осавремењивање
Под осавремењивањем сексуалних лутака подразумевају се најновије варијације овог производа, као и додавање електрике у њихова тела. Међу иновације спада употреба еластичног гела и меморијске пене, вибрирајући елементи у карличном пределу, могућност звучног оглашавања лутке и грејање на отворима, или чак целог тела.
Посебне просте лутке јесу и љубавни јастуци, названи дакимакура. На њима су одштамшане слике ликова из анимеа и манги или фотографије порно-звезда у природној величини. Ексцентричним луткама на надувавање прирадају и оне у облику животиња, посебно оваца и крава. Оне понекад и нису прикладне за задовољавање полног нагона, већ служе искључиво као шаљиви поклон. Сем животиња и жена, то су и секси лутке у облику мушкараца, гојазних људи, трансвестита, стараца и старица или ванземаљаца и других маштовитих елемената. Љубавне лутке од плиша праве се и у домаћој радиности.
Од 2003. године се у селу Лосеву у Лењинградској области Русије одржава годишње трка, сплаварење по брзацима са секс-луткама. Популарност надметања је у порасту, па је прве године учествовало шездесет, а четири године касније 326 учесника. Такмичари имају по једну лутку и деле се у групе. Победник је она група која прва стигне до обале са свим примерцима на броју. Међутим, постоје отежавајуће околности — река је брза, а лутка се сме држати само за руку. Након селективних рунди, одржава се финале. Организатори сврхом такмичења сматрају промоцију здравих стилова живота и бављења спортом, као и заступање тезе да „жена од гуме — ништа друго до превозно средство“.
Постоје посебне установе, попут токијске пословнице Дору но мори (шума лутака), које изнајмљују љубавне лутке и собе мушким муштеријама. Године 2007. такође је откривено постојање изнајмљивачких предузећа која купцима лутке доносе на кућну адресу, као и часописа Ајдолоид (i-doloid), који се штампа у 10.000 примерака и посебно бави овим производима. Такође, у појединим случајевима, интернетски сајтови не нуде лутке на надувавање на продају, већ муштеријама олакшавају њихов евентуални одабир пружајући детаљне описе сваке од њих са одговарајућим фотографијама. Посебно је могуће купити додатке, као што су перике и одела.
Дана 23. августа 2006. године у полицијској рацији у Њујорку откривено је постојање мреже особа које у сврху зараде новца користе лутке јувенилног изгледа. Наиме, службеници су у пребивалишту осумњиченог на Лонг Ајленду пронашли анатомски коректне секс-лутке ситне грађе и обучене у дечја одела. Откривено је да су оне продаване уз незаконити порнографски садржај.
Сједињавањем концепата секс-лутке и секс-машине настали су сексуални роботи. У питању су андроиди и гиноиди способни да ступе у полни однос. Штошта, научници су по овом питању веома оптимистични, па је у јуну 2006. године Хенрик Кристенсен испред Европске роботичке истраживачке мреже изјавио да ће људи имати секс са роботима у року од пет година. Испоставило се да је био у праву, када је у 9. јануара 2010. године на Ласвегаском сајму забаве за одрасле представљен посебан гиноид Рокси (Roxxxy). Висока је 170 cm и тешка 27 kg. Кошта до 9000 америчких долара, а постоји и мушка верзија Роки (Rocky). Оба робота поседују вештачку интелигенцију и кожу, али нису аутономна нити покретна. Замисао је наишла на критику психолога.